# Hank Fraley
(en) Statistiques sur pro-football-reference
Pour les articles homonymes, voir Fraley.
Henry F. Fraley dit Hank Fraley (né le 21 septembre 1977 à Gaithersburg) est un joueur américain de football américain. Il est agent libre depuis le 4 septembre 2011.

## Enfance
Fraley fait ses études à la Gaithersburg High School et remporte en 1995, lors de sa dernière année, le titre de champion de l'État du Maryland avec son lycée.

## Carrière

### Université
La carrière de Fraley commence dans un établissement qui ne participe pas au championnat NCAA de football américain, à l'université Robert Morris près de Pittsburgh. À la fin de ses études, son maillot, arborant le numéro #75 est retiré par l'université, étant le deuxième à avoir cet honneur dans l'université.

### Professionnel
Hank Fraley n'est sélectionné par aucune équipe lors du draft de la NFL de 2000. Peu de temps après, il signe comme agent libre non-drafté avec les Steelers de Pittsburgh mais ne reste pas longtemps dans cette équipe.
Libéré par Pittsburgh, les Eagles de Philadelphie le recrute et ne joue aucun match lors de la saison 2000. Il joue son premier match en NFL le 9 septembre 2001 contre les Rams de Saint-Louis et est le centre titulaire lors des quatre saisons suivantes. Il aide l'attaque des Eagles à marquer 25,9 points en moyenne par match. En 2004 et 2005, il est titulaire à tous les matchs de la saison où il permet à Philadelphie de parcourir 4208 yards à la passe (record de l'équipe) et 386 points (troisième plus grand résultats de l'histoire des Eagles). Il joue les huit premiers matchs de la saison mais se blesse le 6 novembre 2005 contre les Redskins de Washington à l'épaule et est forfait pour le reste de la saison.
Le 2 septembre 2006, Fraley est échangé aux Browns de Cleveland en échange d'un choix du draft des Browns en 2008. Le 10 septembre 2006, il joue son premier match avec Cleveland contre les Saints de la Nouvelle-Orléans et débute tous les matchs de la saison 2006. Son coéquipier Joe Jurevicius le désigne comme MVP de la saison 2006 pour lui. En 2007, son contrat expire mais les  Browns le font signer un nouveau contrat de quatre ans. Le 16 décembre, il joue son centième match comme titulaire contre les Bills de Buffalo. Après une saison 2008 comme titulaire, il fait une saison 2009 comme remplaçant, apparaissant plus rarement sur les terrains. Il est libéré le 3 mars 2010.
Le 14 mars 2010, il signe avec les Rams de Saint-Louis mais n'apparaît qu'à sept reprises lors de cette saison, ne jouant aucun match comme titulaire et est libéré le 4 septembre 2011.

## Palmarès
- Championnat du Maryland de football américain lycéen 1995
- Maillot #75 retiré par l'Université Robert Morris.